# Ultra Vivid Scene
Ultra Vivid Scene war eine US-amerikanische Indie-Pop-Band, die 1987 von Kurt Ralske in New York City gegründet wurde.

## Bandgeschichte
Bereits 1988 unterschrieb Ralske einen Plattenvertrag bei 4AD Records und veröffentlichte noch im selben Jahr die erste EP She Screamed. Im Mai 1988 begannen die Aufnahmen für das selbstbetitelte Debütalbum, dass im Oktober 1988 erschien. Trotz der Bezeichnung „Band“ bestand UVS im Grunde aus Ralske alleine, der als Songschreiber, Musiker, Produzent und Toningenieur fungierte.
Dies änderte sich erstmals mit der 1989 erschienenen EP Mercy Seat, für die er sich Hilfe bei Melora Creager (Cello, Gesang), Kristin Kramer (Bass) und Byron Guthrie (Schlagzeug). Ebenfalls 1989 veröffentlichte Ralske wieder solo eine freie Promo-CD mit Titel Something to Eat, auf die er einen Aufkleber anbringen ließ:
„Diese Aufnahme ist ein Geschenk von Ultra Vivid Scene, frei verfügbar über 4AD. Jeder, der Geld für diese Aufnahme nimmt, ist kein Freund von uns.“ (dt. Übersetzung des Aufdrucks von Something to Eat)
Anfang 1990 erschien die voraus ausgekoppelte Single Staring at the Sun, die in den offiziellen UK-Singlecharts auf Platz 97 und in den „Modern Rock Tracks“-Charts des US-Billboard Magazine auf Platz 25 einstieg. Im Mai darauf folgte das zweite Album Joy 1967–1990, an dem einige Gastmusiker mitwirkten, nämlich Kim Deal, B. J. Cole (Cochise), Caroline Lavelle (Cellistin), Rob McKahey, Nick Muir und Margaret Thorby.
Im Sommer 1992 begannen die Aufnahmen für ein weiteres Album, für das aus dem Soloprojekt erneut eine mehrköpfige Band wurde. Neben Ralske als Sänger und Gitarrist gehörten nun auch Julius Klepacz am Schlagzeug und Jack Daley als Bassist dazu. Rev erschien am 19. Oktober 1992 und wurde das letzte Album von Ultra Vivid Scene.
Einige Zeit nach der Veröffentlichung löste sich die Band auf. Ralske arbeitete wieder solo und veröffentlichte im Lauf der 1990er Jahre einige weitere Aufnahmen solo bzw. unter diversen Projektnamen wie Cathars.

## Diskografie

### EPs und Alben
- 1988: She Screamed (EP, 4AD)
- 1988: Ultra Vivid Scene (4AD)
- 1989: Mercy Seat (EP, 4AD)
- 1990: Joy 1967–1990 (4AD)
- 1993: Rev (4AD)

### Singles
- 1989: Something to Eat (freier Promo-Release)
- 1990: Staring at the Sun
- 1990: Special One feat. Kim Deal